# Flamur Noka
Flamur Noka (ur. 3 marca 1971 w Kukësie) – albański onkolog, parlamentarzysta reprezentujący Demokratyczną Partię Albanii, minister spraw wewnętrznych Albanii w latach 2012-2013.

## Życiorys
Ukończył studia medyczne na Uniwersytecie w Tiranie, w 1997 roku uzyskał specjalizację w dziedzinie onkologii.
W latach 2005–2013 był sekretarzem organizacyjnym Demokratycznej Partii Albanii.
28 czerwca 2012 roku został mianowany ministrem spraw wewnętrznych Albanii przez premiera Saliego Berishę, zastępując poprzedniego ministra Bujara Nishaniego. Funkcję tę Noka pełnił do 16 września 2013 roku.